# إيدي بايلي
إيدي بايلي (بالإنجليزية: Eddie Baily)‏ مواليد 6 أغسطس 1925 في حي هكني في لندن، إنجلترا - الوفاة 13 أكتوبر 2010 في إنجلترا، كان لاعب كرة قدم إنجليزي كان يلعب كمهاجم. سبق له أن لعب في كأس العالم لكرة القدم مع منتخب بلاده. لعب خلال مسيرته 419 مباراة سجل خلالها 89 هدفاً.

## المسيرة الاحترافية

### أندية لعب لها
- توتنهام هوتسبير
- بورت فايل
- نوتينغهام فورست
- نادي ليتون أورينت

## روابط خارجية
- إيدي بايلي على موقع قاعدة بيانات كرة القدم.إي يو (الإنجليزية)
- إيدي بايلي على موقع ناشيونال فوتبول تيمز (الإنجليزية)
- إيدي بايلي على موقع عالم كرة القدم.نت (الإنجليزية)